# UCI-Cyclocross-Saison 2009/10
Die Cyclocross-Saison 2009/2010 begann im September 2009 und dauerte bis zum Februar 2010 an. Die einzelnen Rennen waren in drei Kategorien eingestuft. Die höchste Kategorie CDM waren Rennen des Weltcups, für den es eine spezielle Punktewertung gab. Dahinter standen die Rennen in den Kategorien C1 und C2. Bei den Rennen wurden Punkte für die Weltrangliste vergeben.

## Gesamtstand

### UCI-Ranking
(Endstand)
| Platz | Fahrer                |                    | Punkte |
| ----- | --------------------- | ------------------ | ------ |
| 1.    | Zdeněk Štybar         | Tschechien         | 3260   |
| 2.    | Sven Nys              | Belgien            | 2810   |
| 3.    | Niels Albert          | Belgien            | 2740   |
| 4.    | Klaas Vantornout      | Belgien            | 2286   |
| 5.    | Gerben de Knegt       | Niederlande        | 1725   |
| 6.    | Kevin Pauwels         | Belgien            | 1625   |
| 7.    | Francis Mourey        | Frankreich         | 1566   |
| 8.    | Bart Aernouts         | Belgien            | 1368   |
| 9.    | Christian Heule       | Schweiz            | 1238   |
| 10.   | Erwin Vervecken       | Belgien            | 1230   |
| 11.   | Radomír Šimůnek       | Tschechien         | 1219   |
| 12.   | Martin Bína           | Tschechien         | 1094   |
| 13.   | Bart Wellens          | Belgien            | 982    |
| 14.   | Martin Zlámalík       | Tschechien         | 981    |
| 15.   | Steve Chainel         | Frankreich         | 981    |
| 16.   | Enrico Franzoi        | Italien            | 975    |
| 17.   | Tom Meeusen           | Belgien            | 968    |
| 18.   | Jonathan Page         | Vereinigte Staaten | 896    |
| 19.   | Sven Vanthourenhout   | Belgien            | 850    |
| 20.   | Dieter Vanthourenhout | Belgien            | 834    |
|       | …                     |                    |        |
| 32.   | Marcel Wildhaber      | Schweiz            | 465    |
| 34.   | Philipp Walsleben     | Deutschland        | 409    |
| 38.   | Lukas Flückiger       | Schweiz            | 393    |
| 46.   | Christoph Pfingsten   | Deutschland        | 312    |
| 52.   | Jempy Drucker         | Luxemburg          | 267    |
| 55.   | Johannes Sickmüller   | Deutschland        | 257    |
| 64.   | Arnaud Grand          | Schweiz            | 212    |
| 67.   | Sascha Weber          | Deutschland        | 196    |
| 80.   | Peter Presslauer      | Osterreich         | 165    |
| 93.   | Gusty Bausch          | Luxemburg          | 134    |

| Platz | Nation                 | Punkte |
| ----- | ---------------------- | ------ |
| 1.    | Belgien                | 7836   |
| 2.    | Tschechien             | 5573   |
| 3.    | Frankreich             | 3072   |
| 4.    | Niederlande            | 2962   |
| 5.    | Schweiz                | 2096   |
| 6.    | Vereinigte Staaten     | 2047   |
| 7.    | Italien                | 1880   |
| 8.    | Polen                  | 1533   |
| 9.    | Slowakei               | 1096   |
| 10.   | Deutschland            | 978    |
| 11.   | Spanien                | 600    |
| 12.   | Kanada                 | 554    |
| 13.   | Vereinigtes Königreich | 534    |
| 14.   | Dänemark               | 473    |
| 15.   | Luxemburg              | 455    |
| 16.   | Japan                  | 341    |
| 17.   | Schweden               | 291    |
| 18.   | Österreich             | 275    |
| 19.   | Ungarn                 | 245    |
| 20.   | Rumänien               | 235    |
| 21.   | Irland                 | 230    |
| 22.   | Serbien                | 230    |
| 23.   | Kroatien               | 230    |
| 24.   | Finnland               | 230    |
| 25.   | Mongolei               | 65     |
| 26.   | Israel                 | 5      |

| Platz | Nation (U23)           | Punkte |
| ----- | ---------------------- | ------ |
| 1.    | Belgien                | 1542   |
| 2.    | Polen                  | 1145   |
| 3.    | Slowakei               | 718    |
| 4.    | Niederlande            | 578    |
| 5.    | Frankreich             | 510    |
| 6.    | Italien                | 471    |
| 7.    | Schweiz                | 371    |
| 8.    | Deutschland            | 334    |
| 9.    | Vereinigte Staaten     | 264    |
| 10.   | Tschechien             | 256    |
| 11.   | Spanien                | 183    |
| 12.   | Ungarn                 | 140    |
| 13.   | Kroatien               | 140    |
| 14.   | Japan                  | 127    |
| 15.   | Dänemark               | 120    |
| 16.   | Kanada                 | 117    |
| 17.   | Vereinigtes Königreich | 115    |
| 18.   | Rumänien               | 95     |
| 19.   | Serbien                | 95     |
| 20.   | Luxemburg              | 79     |
| 21.   | Irland                 | 75     |
| 22.   | Schweden               | 46     |
| 23.   | Finnland               | 20     |
| 24.   | Mongolei               | 10     |

### Weltcup-Wertung
(Stand: 24. Januar 2010)
| Platz | Fahrer            |             | Punkte |
| ----- | ----------------- | ----------- | ------ |
| 1.    | Zdeněk Štybar     | Tschechien  | 635    |
| 2.    | Niels Albert      | Belgien     | 631    |
| 3.    | Sven Nys          | Belgien     | 535    |
| 4.    | Klaas Vantornout  | Belgien     | 517    |
| 5.    | Kevin Pauwels     | Belgien     | 440    |
| 6.    | Gerben de Knegt   | Niederlande | 428    |
| 7.    | Bart Aernouts     | Belgien     | 399    |
| 8.    | Erwin Vervecken   | Belgien     | 376    |
| 9.    | Francis Mourey    | Frankreich  | 366    |
| 10.   | Christian Heule   | Schweiz     | 350    |
| 36.   | Philipp Walsleben | Deutschland | 113    |
| 46.   | Jempy Drucker     | Luxemburg   | 62     |
| 94.   | Peter Presslauer  | Osterreich  | 4      |

| Platz | Fahrer (U23)       |             | Punkte |
| ----- | ------------------ | ----------- | ------ |
| 1.    | Tom Meeusen        | Belgien     | 250    |
| 2.    | Róbert Gavenda     | Slowakei    | 180    |
| 3.    | Arnaud Jouffroy    | Frankreich  | 164    |
| 4.    | Tijmen Eising      | Niederlande | 162    |
| 5.    | Paweł Szczepaniak  | Polen       | 131    |
| 6.    | Micki van Empel    | Niederlande | 124    |
| 7.    | Jim Aernouts       | Belgien     | 120    |
| 8.    | Marek Konwa        | Polen       | 117    |
| 9.    | Joeri Adams        | Belgien     | 114    |
| 10.   | Cristian Cominelli | Italien     | 112    |
| 19.   | Sascha Weber       | Deutschland | 65     |

## Kalender

### September
|     |                        | Rennen                                                              | Kat. |                        | Sieger          | Team                               |
| --- | ---------------------- | ------------------------------------------------------------------- | ---- | ---------------------- | --------------- | ---------------------------------- |
| 13. | Tschechien             | Grand Prix Emiagency Olomouc, Olomouc                               | C2   | Tschechien             | Martin Bína     | Cyklo Team Budvar Tábor            |
| 13. | Belgien                | Steenbergcross, Erpe-Mere                                           | C2   | Belgien                | Niels Albert    | BKCP-Powerplus                     |
| 19. | Tschechien             | TOI TOI Cup, Mnichovo Hradiště                                      | C2   | Tschechien             | Martin Bína     | Cyklo Team Budvar Tábor            |
| 19. | Vereinigte Staaten     | Nittany Lion Cross, Fogelsville                                     | C2   | Italien                | Davide Frattini | Team Fuji                          |
| 19. | Vereinigte Staaten     | Star Crossed Cyclocross, Redmond                                    | C2   | Schweiz                | Christian Heule | Rendemenhypo Cycling               |
| 20. | Belgien                | Grote Prijs Neerpelt Wisseltrofee Eric Vanderaerden, Neerpelt       | C2   | Belgien                | Niels Albert    | BKCP-Powerplus                     |
| 20. | Belgien                | Grote Prijs Neerpelt Wisseltrofee Eric Vanderaerden, Neerpelt (U23) | CU   | Belgien                | Tom Meeusen     | Telenet-Fidea Cycling Team         |
| 20. | Vereinigtes Konigreich | National Trophy Round 1, Exeter                                     | C2   | Vereinigtes Konigreich | Paul Oldham     | Hope Factory Racing                |
| 20. | Vereinigte Staaten     | Charm City Cross, Baltimore                                         | C2   | Italien                | Davide Frattini | Team Fuji                          |
| 20. | Vereinigte Staaten     | Rad Racing Grand Prix, Lakewood                                     | C2   | Vereinigte Staaten     | Jonathan Page   | Planet Bike                        |
| 23. | Vereinigte Staaten     | Cross Vegas, Las Vegas                                              | C1   | Vereinigte Staaten     | Jamey Driscoll  | Cannondale/Cyclocrossworld.com     |
| 26. | Vereinigte Staaten     | USGP of Cyclocross Planet Bike Cup 1, Sun Prairie                   | C1   | Vereinigte Staaten     | Jeremy Powers   | Cannondale/Cyclocrossworld.com     |
| 26. | Niederlande            | 31e Openingsveldrit van Harderwijk, Harderwijk                      | C2   | Belgien                | Bart Aernouts   | Rabobank Continental               |
| 26. | Vereinigte Staaten     | Schoolhouse Cyclocross, Williston                                   | C2   | Vereinigte Staaten     | Dan Timmerman   | Richard Sachs-RGM Watches-Radix    |
| 26. | Tschechien             | TOI TOI Cup, Stříbro                                                | C2   | Tschechien             | Zdeněk Štybar   | Telenet-Fidea Cycling Team         |
| 27. | Vereinigte Staaten     | Catamount Grand Prix, Williston                                     | C2   | Vereinigte Staaten     | Dan Timmerman   | Richard Sachs-RGM Watches-Radix    |
| 27. | Vereinigte Staaten     | USGP of Cyclocross Planet Bike Cup 2, Sun Prairie                   | C2   | Belgien                | Erwin Vervecken | Team Revor-Baboco-Champion Systems |
| 28. | Tschechien             | TOI TOI Cup, Podbořany                                              | C2   | Tschechien             | Zdeněk Štybar   | Telenet-Fidea Cycling Team         |

### Oktober
|     |                        | Rennen                                                                  | Kat. |                    | Sieger              | Team                             |
| --- | ---------------------- | ----------------------------------------------------------------------- | ---- | ------------------ | ------------------- | -------------------------------- |
| 3.  | Vereinigte Staaten     | Grand Prix of Gloucester 1, Gloucester                                  | C2   | Vereinigte Staaten | Jonathan Page       | Planet Bike                      |
| 4.  | Vereinigte Staaten     | Grand Prix of Gloucester 2, Gloucester                                  | C2   | Vereinigte Staaten | Tim Johnson         | Cannondale/Cyclocrossworld.com   |
| 4.  | Italien                | UCI-Weltcup, Treviso                                                    | CDM  | Belgien            | Niels Albert        | BKCP-Powerplus                   |
| 4.  | Italien                | UCI-Weltcup, Treviso (U23)                                              | CDM  | Slowakei           | Róbert Gavenda      | Telenet-Fidea Cycling Team       |
| 9.  | Vereinigte Staaten     | Darkhorse Cyclo-Stampede International Cyclocross, Covington            | C2   | Vereinigte Staaten | Jeremy Powers       | Cannondale/Cyclocrossworld.com   |
| 10. | Belgien                | GvA Trofee - Cyclocross International de la Ville de Namur, Namur       | C2   | Belgien            | Niels Albert        | BKCP-Powerplus                   |
| 10. | Belgien                | GvA Trofee - Cyclocross International de la Ville de Namur, Namur (U23) | CU   | Tschechien         | Lubomír Petruš      | BKCP-Powerplus                   |
| 10. | Vereinigte Staaten     | Providence Cyclocross 1, Providence                                     | C2   | Vereinigte Staaten | Tim Johnson         | Cannondale/Cyclocrossworld.com   |
| 10. | Vereinigte Staaten     | Lionhearts International Cyclocross, Middletown                         | C2   | Vereinigte Staaten | Jeremy Powers       | Cannondale/Cyclocrossworld.com   |
| 10. | Tschechien             | TOI TOI Cup, Kolín                                                      | C2   | Tschechien         | Martin Bína         | Cyklo Team Budvar Tábor          |
| 11. | Vereinigte Staaten     | Providence Cyclocross 2, Providence                                     | C2   | Vereinigte Staaten | Tim Johnson         | Cannondale/Cyclocrossworld.com   |
| 11. | Kanada                 | Jim Horner Cyclocross Grand Prix, Edmonton                              | C2   | Kanada             | Geoff Kabush        | Team Maxxis-Rocky Mountain       |
| 11. | Belgien                | Superprestige - Topsport Vlaanderen Trofee                              | C1   | Belgien            | Sven Nys            | Landbouwkrediet-Colnago          |
| 11. | Belgien                | Superprestige - Topsport Vlaanderen Trofee (U23)                        | CU   | Niederlande        | Micki van Empel     | ZZPR.nl-Destil-Merida            |
| 11. | Vereinigte Staaten     | Harbin Park International, Cincinnati                                   | C2   | Vereinigte Staaten | Jeremy Powers       | Cannondale/Cyclocrossworld.com   |
| 11. | Slowakei               | Cyclo-Cross International Podbrezová, Podbrezová                        | C2   | Slowakei           | Milan Barényi       | ZP Sport                         |
| 11. | Vereinigtes Konigreich | National Trophy Round 2, Derby                                          | C2   | Deutschland        | Johannes Sickmüller | Stevens Cyclocross Team Hamburg  |
| 11. | Frankreich             | Challenge de la France Cycliste de Cyclo-Cross 1, Saint-Quentin         | C2   | Frankreich         | Francis Mourey      | Française des Jeux               |
| 15. | Belgien                | Kermiscross, Ardooie                                                    | C2   | Belgien            | Niels Albert        | BKCP-Powerplus                   |
| 17. | Vereinigte Staaten     | Granogue Cross, Wilmington                                              | C2   | Vereinigte Staaten | Ryan Trebon         | Kona                             |
| 17. | Kanada                 | Toronto International Cyclo-Cross 1, Toronto                            | C1   | Vereinigte Staaten | Tim Johnson         | Cannondale/Cyclocrossworld.com   |
| 17. | Spanien                | VII Ciclocross de Medina de Pomar, Medina de Pomar                      | C2   | Spanien            | Javier Ruiz         | Urteaga-Spiuk                    |
| 18. | Kanada                 | Toronto International Cyclo-Cross 2, Toronto                            | C2   | Vereinigte Staaten | Jeremy Powers       | Cannondale/Cyclocrossworld.com   |
| 18. | Schweiz                | Internationales Radquer Steinmaur, Steinmaur                            | C2   | Belgien            | Tom Van Den Bosch   | Rendement Hypo Cyclingteam VZW   |
| 18. | Spanien                | VII Ciclocross de Villarcayo, Villarcayo                                | C2   | Belgien            | Stijn Huys          | Palmans-Cras                     |
| 18. | Vereinigte Staaten     | Wissahickon Cross, Philadelphia                                         | C2   | Vereinigte Staaten | Ryan Trebon         | Kona                             |
| 18. | Tschechien             | UCI-Weltcup, Plzeň                                                      | CDM  | Belgien            | Niels Albert        | BKCP-Powerplus                   |
| 20. | Niederlande            | Nacht van Woerden, Woerden                                              | C2   | Belgien            | Sven Nys            | Landbouwkrediet-Colnago          |
| 24. | Vereinigte Staaten     | USGP of Cyclocross - Derby City Cup 1, Louisville                       | C1   | Vereinigte Staaten | Ryan Trebon         | Kona                             |
| 24. | Vereinigte Staaten     | Downeast Cyclocross Day 1, New Gloucester                               | C2   | Vereinigte Staaten | Dan Timmerman       | Richard Sachs-RGM Watsches-Radix |
| 25. | Vereinigtes Konigreich | National Trophy Round 3, Ipswich                                        | C2   | Deutschland        | Johannes Sickmüller | Stevens Cyclocross Team Hamburg  |
| 25. | Luxemburg              | Grand Prix de la Commune de Niederanven, Niederanven                    | C2   | Tschechien         | Kamil Ausbuher      | Prodoli Remerx Team              |
| 25. | Vereinigte Staaten     | USGP of Cyclocross - Derby City Cup 2, Louisville                       | C2   | Vereinigte Staaten | Tim Johnson         | Cannondale/Cyclocrossworld.com   |
| 25. | Vereinigte Staaten     | Downeast Cyclocross Day 2, New Gloucester                               | C2   | Vereinigte Staaten | Dan Timmerman       | Richard Sachs-RGM Watsches-Radix |
| 25. | Belgien                | GvA Trofee - Koppenbergcross, Oudenaarde                                | C1   | Belgien            | Sven Nys            | Landbouwkrediet-Colnago          |
| 25. | Belgien                | GvA Trofee - Koppenbergcross, Oudenaarde (U23)                          | CU   | Slowakei           | Róbert Gavenda      | Telenet-Fidea Cycling Team       |
| 28. | Tschechien             | TOI TOI Cup, Hlinsko                                                    | C2   | Tschechien         | Martin Zlámalík     | Volvo Auto Hase MTB Team         |
| 31. | Tschechien             | Grand Prix Emiagency Loštice, Loštice                                   | C2   | Tschechien         | Kamil Ausbuher      | Prodoli Remerx Team              |
| 31. | Vereinigte Staaten     | Blue Sky Velo Cup, Longmont                                             | C2   | Vereinigte Staaten | Tim Johnson         | Cannondale/Cyclocrossworld.com   |
| 31. | Vereinigte Staaten     | Beacon Cross, Bridgeton                                                 | C2   | Vereinigte Staaten | Nicholas Weighall   | California Giant-Specialized     |

### November
|     |                        | Rennen                                                               | Kat. |                    | Sieger              | Team                               |
| --- | ---------------------- | -------------------------------------------------------------------- | ---- | ------------------ | ------------------- | ---------------------------------- |
| 1.  | Vereinigte Staaten     | Boulder Cup, Boulder                                                 | C1   | Vereinigte Staaten | Tim Johnson         | Cannondale/Cyclocrossworld.com     |
| 1.  | Belgien                | Superprestige Hoogstraten, Hoogstraten                               | C1   | Belgien            | Niels Albert        | BKCP-Powerplus                     |
| 1.  | Vereinigte Staaten     | HPCX, Jamesburg                                                      | C2   | Schweiz            | Valentin Scherz     | Pro Cycles-Scott-NewWork           |
| 1.  | Frankreich             | Cyclo-Cross International de Marle, Marle                            | C2   | Frankreich         | Francis Mourey      | Française des Jeux                 |
| 1.  | Schweiz                | Int. Cyclocross Hittnau, Hittnau                                     | C2   | Schweiz            | Christian Heule     | Rendement Hypo Cyclingteam VZW     |
| 1.  | Belgien                | U23-Europameisterschaften, Hoogstraten                               | CC   | Slowakei           | Róbert Gavenda      | Slowakei                           |
| 7.  | Vereinigte Staaten     | The Cycle-Smart International 1, Northampton                         | C2   | Vereinigte Staaten | Jeremy Powers       | Cannondale/Cyclocrossworld.com     |
| 8.  | Vereinigte Staaten     | The Cycle-Smart International 2, Northampton                         | C2   | Vereinigte Staaten | James Driscoll      | Cannondale/Cyclocrossworld.com     |
| 8.  | Schweiz                | Internationales Radquer Frenkendorf, Frenkendorf                     | C2   | Schweiz            | Lukas Flückiger     | Trek                               |
| 8.  | Frankreich             | UCI-Weltcup, Nommay                                                  | CDM  | Belgien            | Niels Albert        | BKCP-Powerplus                     |
| 11. | Belgien                | Niel Jaarmarktcross, Niel                                            | C2   | Belgien            | Sven Nys            | Landbouwkrediet-Colnago            |
| 14. | Vereinigte Staaten     | USGP of Cyclocross - Mercer Cup 1, West Windsor                      | C1   | Vereinigte Staaten | Ryan Trebon         | Kona                               |
| 14. | Belgien                | Grand Prix de la Région Wallonne, Dottignies                         | C2   | Belgien            | Niels Albert        | BKCP-Powerplus                     |
| 15. | Belgien                | Superprestige Gavere, Gavere                                         | C1   | Belgien            | Niels Albert        | BKCP-Powerplus                     |
| 15. | Belgien                | Superprestige Gavere, Gavere (U23)                                   | CU   | Belgien            | Tom Meeusen         | Telenet-Fidea Cycling Team         |
| 15. | Osterreich             | Johnson & Johnson Radquerfeldein Grand Prix, Stadl-Paura             | C2   | Tschechien         | Ondřej Bambula      | Cyklo Team Budvar Tábor            |
| 15. | Schweiz                | Cyclo-Cross International Aigle, Aigle                               | C2   | Schweiz            | Marcel Wildhaber    | Scott-Swisspower Mountainbike-Team |
| 15. | Vereinigtes Konigreich | National Trophy Round 4, Leicestershire                              | C2   | Frankreich         | Nicolas Bazin       | Continental Team Differdange       |
| 15. | Vereinigte Staaten     | USGP of Cyclocross - Mercer Cup 2, West Windsor                      | C1   | Vereinigte Staaten | Tim Johnson         | Cannondale/Cyclocrossworld.com     |
| 17. | Tschechien             | TOI TOI Cup, Holé Vrchy                                              | C2   | Tschechien         | Martin Bína         | Cyklo Team Budvar Tábor            |
| 18. | Vereinigte Staaten     | Empire State CX, New York                                            | C2   |                    | abgesagt            |                                    |
| 21. | Tschechien             | TOI TOI Cup, Louny                                                   | C2   | Tschechien         | Jaroslav Kulhavý    | Rubena-Specialized Cycling Team    |
| 21. | Vereinigte Staaten     | North Carolina Grand Prix - Race 1, Hendersonville                   | C2   | Vereinigte Staaten | Matt Shriver        | Rocky Mountain Chocolate Factory   |
| 21. | Belgien                | Gva Trofee - Grote Prijs van Hasselt, Hasselt                        | C2   | Tschechien         | Zdeněk Štybar       | Telenet-Fidea Cycling Team         |
| 21. | Belgien                | Gva Trofee - Grote Prijs van Hasselt, Hasselt (U23)                  | CU   | Belgien            | Tom Meeusen         | Telenet-Fidea Cycling Team         |
| 21. | Deutschland            | 6. Internationale Döhlauer Crossrennen, Döhlau                       | C2   | Deutschland        | Johannes Sickmüller | Stevens Cyclocross Team Hamburg    |
| 21. | Vereinigte Staaten     | Super Cross Cup 1, Southampton                                       | C2   | Vereinigte Staaten | Tim Johnson         | Cannondale/Cyclocrossworld.com     |
| 22. | Belgien                | Superprestige Hamme-Zogge, Hamme-Zogge                               | C1   | Tschechien         | Zdeněk Štybar       | Telenet-Fidea Cycling Team         |
| 22. | Belgien                | Superprestige Hamme-Zogge, Hamme-Zogge (U23)                         | CU   | Belgien            | Tom Meeusen         | Telenet-Fidea Cycling Team         |
| 22. | Japan                  | Kansai Cyclo-Cross Yasu Round, Yasu                                  | C2   | Japan              | Keiichi Tsujiura    | Bridgestone Anchor                 |
| 22. | Schweiz                | Internationales Radquerfeldein Uster, Uster                          | C2   | Schweiz            | Christian Heule     | Rendement Hypo Cyclingteam VZW     |
| 22. | Deutschland            | Karl-Wagner-Preis International, Strullendorf                        | C2   | Deutschland        | Johannes Sickmüller | Stevens Cyclocross Team Hamburg    |
| 22. | Frankreich             | Challenge de la France Cycliste de Cyclo-cross 2, Besançon           | C2   | Frankreich         | Francis Mourey      | Française des Jeux                 |
| 22. | Frankreich             | Challenge de la France Cycliste de Cyclo-cross 2, Besançon (U23)     | CU   | Frankreich         | Matthieu Boulo      | CR Bretagne                        |
| 22. | Vereinigte Staaten     | North Carolina Grand Prix - Race 2, Hendersonville                   | C2   | Italien            | Davide Frattini     | Team Fuji                          |
| 22. | Vereinigte Staaten     | Super Cross Cup 2, Southampton                                       | C1   | Vereinigte Staaten | Tim Johnson         | Cannondale/Cyclocrossworld.com     |
| 27. | Vereinigte Staaten     | Jingle Cross Rock - Night Rock, Iowa City                            | C2   | Vereinigte Staaten | Todd Wells          | Specialized                        |
| 28. | Vereinigte Staaten     | Jingle Cross Rock - Rock 1, Iowa City                                | C2   | Vereinigte Staaten | Todd Wells          | Specialized                        |
| 28. | Vereinigte Staaten     | Baystate Cyclocross 1, Sterling                                      | C2   | Vereinigte Staaten | Jeremy Powers       | Cannondale/Cyclocrossworld.com     |
| 28. | Belgien                | UCI-Weltcup, Koksijde                                                | CDM  | Tschechien         | Zdeněk Štybar       | Telenet-Fidea Cycling Team         |
| 28. | Belgien                | UCI-Weltcup, Koksijde (U23)                                          | CDM  | Belgien            | Jim Aernouts        | BKCP-Powerplus                     |
| 29. | Niederlande            | Internationale Nissan Super Prestige Cyclocross Gieten, Gieten       | C1   | Belgien            | Sven Nys            | Landbouwkrediet-Colnago            |
| 29. | Niederlande            | Internationale Nissan Super Prestige Cyclocross Gieten, Gieten (U23) | CU   | Belgien            | Tom Meeusen         | Telenet-Fidea Cycling Team         |
| 29. | Vereinigte Staaten     | Jingle Cross Rock - Rock 2, Iowa City                                | C2   | Vereinigte Staaten | Todd Wells          | Specialized                        |
| 29. | Vereinigte Staaten     | Baystate Cyclocross 2, Sterling                                      | C2   | Vereinigte Staaten | Jeremy Powers       | Cannondale/Cyclocrossworld.com     |

### Dezember
|     |                        | Rennen                                                | Kat. |                        | Sieger                | Team                            |
| --- | ---------------------- | ----------------------------------------------------- | ---- | ---------------------- | --------------------- | ------------------------------- |
| 5.  | Vereinigte Staaten     | USGP of Cyclocross - Portland Cup 1, Portland         | C1   | Vereinigte Staaten     | Todd Wells            | Specialized                     |
| 5.  | Vereinigte Staaten     | NBX Grand Prix of Cross 1, Warwick                    | C2   | Vereinigte Staaten     | Dan Timmerman         | Richard Sachs-RGM Watches-Radix |
| 6.  | Vereinigte Staaten     | USGP of Cyclocross - Portland Cup 2, Portland         | C2   | Vereinigte Staaten     | Jeremy Powers         | Cannondale/Cyclocrossworld.com  |
| 6.  | Vereinigte Staaten     | NBX Grand Prix of Cross 2, Warwick                    | C2   | Vereinigte Staaten     | Dan Timmerman         | Richard Sachs-RGM Watches-Radix |
| 6.  | Deutschland            | 35. Int. Rad-Cross, Frankfurt am Main                 | C2   | Deutschland            | Philipp Walsleben     | BKCP-Powerplus                  |
| 6.  | Luxemburg              | Grand Prix Julien Cajot, Leudelingen                  | C2   | Belgien                | Tom Van Den Bosch     | Rendement Hypo Cyclingteam VZW  |
| 6.  | Spanien                | UCI-Weltcup, Igorre                                   | CDM  | Tschechien             | Zdeněk Štybar         | Telenet-Fidea Cycling Team      |
| 8.  | Spanien                | Asteasu Ziklo-Krossa Saria, Asteasu                   | C2   | Belgien                | Sven Vanthourenhout   | Sunweb Pro Job                  |
| 8.  | Italien                | Ciclocross del Ponte                                  | C2   | Niederlande            | Gerben de Knegt       | Rabobank Continental            |
| 12. | Belgien                | GvA Trofee - Grote Prijs Rouwmoer, Essen              | C2   | Belgien                | Niels Albert          | BKCP-Powerplus                  |
| 12. | Belgien                | GvA Trofee - Grote Prijs Rouwmoer, Essen (U23)        | CU   | Belgien                | Tom Meeusen           | Telenet-Fidea Cycling Team      |
| 12. | Tschechien             | TOI TOI Cup, Uničov                                   | C2   | Tschechien             | Jaroslav Kulhavý      | Rubena-Specialized Cycling Team |
| 13. | Schweiz                | Grand Prix Wetzikon, Wetzikon                         | C2   | Frankreich             | Steve Chainel         | Bbox Bouygues Télécom           |
| 13. | Belgien                | Vlaamse Druivenveldrit, Overijse                      | C1   | Belgien                | Niels Albert          | BKCP-Powerplus                  |
| 13. | Italien                | 5° Gran Premio San Martino, Verbania                  | C2   | Italien                | Marco Aurelio Fontana | Selle Italia Guerciotti ASD     |
| 13. | Frankreich             | Challenge de la France, Quelneuc                      | C2   | Frankreich             | Francis Mourey        | Française des Jeux              |
| 13. | Frankreich             | Challenge de la France, Quelneuc (U23)                | CU   | Frankreich             | Matthieu Boulo        | CR Bretagne                     |
| 13. | Vereinigtes Konigreich | National Trophy Round 5, Bradford                     | C2   | Vereinigtes Konigreich | Jody Crawforth        | Arctic-Premier RT               |
| 18. | Belgien                | Scheldecross, Antwerpen                               | C1   | Belgien                | Sven Nys              | Landbouwkrediet-Colnago         |
| 20. | Spanien                | Ciclocross International Ciudad de Valencia, Valencia | C2   | Spanien                | José Antonio Hermida  | Multivan Merida                 |
| 20. | Belgien                | UCI-Weltcup, Kalmthout                                | CDM  | Belgien                | Sven Nys              | Landbouwkrediet-Colnago         |
| 23. | Belgien                | Noordzeecross, Middelkerke                            | C1   | Belgien                | Sven Nys              | Landbouwkrediet-Colnago         |
| 26. | Luxemburg              | Grand Prix DAF Grand Garage Engel, Differdange        | C2   | Belgien                | Rob Peeters           | Landbouwkrediet-Colnago         |
| 26. | Schweiz                | Internationales Radquer Dagmersellen, Dagmersellen    | C2   | Frankreich             | Francis Mourey        | Française des Jeux              |
| 26. | Belgien                | UCI-Weltcup, Heusden-Zolder                           | CDM  | Belgien                | Kevin Pauwels         | Telenet-Fidea Cycling Team      |
| 26. | Belgien                | UCI-Weltcup, Heusden-Zolder (U23)                     | CDM  | Belgien                | Tom Meeusen           | Telenet-Fidea Cycling Team      |
| 27. | Belgien                | Superprestige Diegem, Diegem                          | C1   | Belgien                | Niels Albert          | BKCP-Powerplus                  |
| 27. | Belgien                | Superprestige Diegem, Diegem (U23)                    | CU   | Belgien                | Tom Meeusen           | Telenet-Fidea Cycling Team      |
| 29. | Belgien                | GvA Trofee - Azencross, Wuustwezel                    | C1   | Belgien                | Sven Nys              | Landbouwkrediet-Colnago         |
| 29. | Belgien                | GvA Trofee - Azencross, Wuustwezel (U23)              | CU   | Belgien                | Tom Meeusen           | Telenet-Fidea Cycling Team      |
| 30. | Belgien                | Sylvestercyclo-Cross, Bredene                         | C2   | Belgien                | Dieter Vanthourenhout | BKCP-Powerplus                  |
| 31. | Schweiz                | Grand Prix 5 Sterne Region, Beromünster               | C2   | Schweiz                | Lukas Flückiger       | Trek                            |

### Januar
|     |                        | Rennen                                            | Kat. |             | Sieger             | Team                    |
| --- | ---------------------- | ------------------------------------------------- | ---- | ----------- | ------------------ | ----------------------- |
| 1.  | Belgien                | GvA Trofee - Grote Prijs Sven Nys                 | C1   | Belgien     | Sven Nys           | Landbouwkrediet-Colnago |
| 1.  | Belgien                | GvA Trofee - Grote Prijs Sven Nys (U23)           | C1   | Belgien     | Tom Meeusen        | Telenet-Fidea           |
| 1.  | Luxemburg              | Grand Prix Hotel Threeland, Pétange               | C2   | Frankreich  | Steve Chainel      | Bbox Bouygues Télécom   |
| 2.  | Belgien                | Grote Prijs De Ster, Sint-Niklaas                 | C2   | Frankreich  | Francis Mourey     | Française des Jeux      |
| 3.  | Belgien                | International Cyclo-Cross Tervuren, Tervuren      | C1   | Tschechien  | Zdeněk Štybar      | Telenet-Fidea           |
| 3.  | Niederlande            | Grand Prix Groenendaal                            | C1   | Belgien     | Bart Aernouts      | Rabobank Continental    |
| 3.  | Schweiz                | Internationales Radquer Meilen                    | C2   |             | abgesagt           |                         |
| 13. | Niederlande            | Internationale Centrumcross van Surhuisterveen    | C1   | Niederlande | Gerben de Knegt    | Rabobank Continental    |
| 16. | Niederlande            | Internationale Cyclo-Cross Huijbergen, Huijbergen | C1   |             | abgesagt           |                         |
| 17. | Vereinigtes Konigreich | National Trophy Round 6, Rutland                  | C2   | Belgien     | Rob Peeters        | Telenet-Fidea           |
| 17. | Frankreich             | UCI-Weltcup, Roubaix                              | CDM  | Tschechien  | Zdeněk Štybar      | Telenet-Fidea           |
| 17. | Frankreich             | UCI-Weltcup, Roubaix (U23)                        | CDM  | Belgien     | Tom Meeusen        | Telenet-Fidea           |
| 23. | Belgien                | Kasteelcross Zonnebeke, Zonnebeke                 | C2   | Belgien     | Sven Nys           | Landbouwkrediet-Colnago |
| 24. | Frankreich             | Cyclo-Cross International de Lanarvily, Lanarvily | C2   | Belgien     | Rob Peeters        | Telenet-Fidea           |
| 24. | Spanien                | Ispasterko Udala Sari Nagusia                     | C2   | Frankreich  | Arnaud Labbe       |                         |
| 24. | Niederlande            | UCI-Weltcup, Hoogerheide                          | CDM  | Belgien     | Niels Albert       | BKCP-Powerplus          |
| 24. | Niederlande            | UCI-Weltcup, Hoogerheide (U23)                    | CDM  | Polen       | Kacper Szczepaniak | Telenet-Fidea           |
| 30. | Tschechien             | Cyclocross-Weltmeisterschaften, Tábor (U23)       | CM   | Polen       | Paweł Szczepaniak  | Polen                   |
| 31. | Tschechien             | Cyclocross-Weltmeisterschaften, Tábor             | CM   | Tschechien  | Zdeněk Štybar      | Tschechien              |

### Februar
|     |         | Rennen                                           | Kat. |            | Sieger          | Team                           |
| --- | ------- | ------------------------------------------------ | ---- | ---------- | --------------- | ------------------------------ |
| 3.  | Belgien | Parkcross Maldegem, Maldegem                     | C2   | Belgien    | Niels Albert    | BKCP-Powerplus                 |
| 6.  | Belgien | GvA Trofee - Krawatencross, Lille                | C1   | Belgien    | Sven Nys        | Landbouwkrediet                |
| 6.  | Belgien | GvA Trofee - Krawatencross, Lille (U23)          | CU   | Frankreich | Arnaud Jouffroy | BKCP-Powerplus                 |
| 7.  | Belgien | Superprestige Zonhoven, Zonhoven                 | C2   | Belgien    | Sven Nys        | Landbouwkrediet                |
| 7.  | Belgien | Superprestige Zonhoven, Zonhoven (U23)           | CU   | Belgien    | Jan Denuwelaere | Rendement Hypo Cyclingteam VZW |
| 13. | Belgien | Grote Prijs de Eecloonaar, Eeklo                 | C2   | Belgien    | Bart Wellens    | Telenet-Fidea                  |
| 14. | Belgien | Superprestige Vorselaar, Vorselaar               | C1   | Tschechien | Zdeněk Štybar   | Telenet-Fidea                  |
| 14. | Belgien | Superprestige Vorselaar, Vorselaar (U23)         | CU   | Belgien    | Tom Meeusen     | Telenet-Fidea                  |
| 21. | Belgien | GvA Trofee - Internationale Sluitingsprijs       | C1   | Belgien    | Bart Wellens    | Telenet-Fidea                  |
| 21. | Belgien | GvA Trofee - Internationale Sluitingsprijs (U23) | CN   | Belgien    | Jim Aernouts    | BKCP-Powerplus                 |

## Nationale Meister (NC)
| Nation                                   | Männer                                            | Frauen                                     | Männer (U23)                           | Männer (Junioren)                                   |
| ---------------------------------------- | ------------------------------------------------- | ------------------------------------------ | -------------------------------------- | --------------------------------------------------- |
| Belgien 9./10. Januar 2010               | Sven Nys Landbouwkrediet-Colnago                  | Sanne Cant Team Ciclismo Mundial           | Jim Aernouts BKCP-Powerplus            | Tim Merlier CT-DJ Matic-Kortrijk                    |
| Dänemark 10. Januar 2010                 | Joachim Parbo KCH Hlinsko/CK Aarhus               | Nikoline Hansen Odder CK                   |                                        | Jonas Pedersen Team Designa Køkken-BlueWater Junior |
| Deutschland 9./10. Januar 2010           | Philipp Walsleben BKCP-Powerplus                  | Hanka Kupfernagel Radsport Rhein-Neckar    | Sascha Weber Stevens Racing Team       | Jannick Geisler Stevens U19 Racing Team             |
| Finnland 4. Oktober 2009                 | Kimmo Kananen                                     | Carina Kirssi Ketonen                      |                                        | Jesse Virtanen                                      |
| Frankreich 9./10. Januar 2010            | Francis Mourey Française des Jeux                 | Caroline Mani Vienne Futuroscope           | Matthieu Boulo Roubaix Lille Métropole | David Menut Creuse Oxygene                          |
| Ungarn 10. Januar 2010                   | Szilárd Buruczki                                  | Barbara Benkó                              | Balázs Lobmayer                        | Péter Fenyvesi                                      |
| Irland 7. Februar 2010                   | Joe McCall Rocky Mountain                         | Francine Meehan                            |                                        | Matthew Adair Banbridge                             |
| Italien 10. Januar 2010                  | Marco Aurelio Fontana Selle Italia Guerciotti ASD | Eva Lechner Centro Sportivo Italiano       | Cristian Cominelli TX Active Bianchi   | Pietro Santini Team Ambra Cavallini Vangi           |
| Japan 13. Dezember 2009                  | Keiichi Tsujiura Bridgestone Anchor               | Ayako Toyooka                              |                                        |                                                     |
| Kanada 10. Oktober 2009                  | Geoff Kabush Team Maxxis-Rocky Mountain           | Alison Sydor Team Maxxis-Rocky Mountain    | Evan Guthrie Rocky Mountain Bicycles   | Kris Dahl CMC/Bow Cycle                             |
| Kroatien 17. Januar 2010                 | Pavao Roset                                       | Maja Marukić                               |                                        | Endi Širol                                          |
| Luxemburg 10. Januar 2010                | Jempy Drucker Continental Team Differdange        | Christine Majerus SAF Zeisseng/GSD Gestion |                                        | Bob Jungels UC Dippach                              |
| Niederlande 9./10. Januar 2010           | Lars Boom Rabobank                                | Daphny van den Brand ZZPR.nl-Destil-Merida | Corné van Kessel TWC Het Snelle Wiel   | David van der Poel                                  |
| Österreich 10. Januar 2010               | Peter Presslauer Vorarlberg-Corratec              | Elke Riedl Oranierquasar                   |                                        | Gregor Raggl Hai Powerbiketeam Haiming              |
| Polen 10. Januar 2010                    | Mariusz Gil                                       | Marzena Wasiuk                             | Kacper Szczepaniak                     | Janusz Lesnau                                       |
| Rumänien 25. Oktober 2009                | George Daniel Anghelache                          | Zsuzsa Gyurka                              |                                        |                                                     |
| Schweden 14. November 2009               | Jens Westergren                                   | Kajsa Snihs AlrikssonsCykel.se CK          |                                        |                                                     |
| Schweiz 10. Januar 2010                  | Lukas Flückiger Trek                              | Jasmin Achermann Fischer-BMC               | Arnaud Grand Dom Cycle                 | Lars Forster VC Eschenbach-Hakle                    |
| Serbien 23. Januar 2010                  | Ivan Jovanović                                    | Jelena Erić                                |                                        | Miloš Stojanović                                    |
| Slowakei 5./13. Dezember 2009            | Róbert Gavenda Telenet-Fidea Cycling Team         | Zuzana Vojtášová                           |                                        | Jaroslav Chalas                                     |
| Spanien 9./10. Januar 2010               | Javier Ruiz Vasca-Libre                           | Rocío Gamonal Asturiana                    | David Lozano Catalana                  | Jon Ander Insausti Vasca-Libre                      |
| Tschechien 9. Januar 2010                | Zdeněk Štybar Telenet-Fidea                       | Kateřina Nash Luna Pro Team                |                                        | Vojtěch Nipl TJ Stadion Louny                       |
| Vereinigte Staaten 12.–13. Dezember 2009 | Tim Johnson Cannondale/Cyclocrossworld.com        | Katherine Compton Planet Bike              | Daniel Summerhill Garmin-Felt          | Cody Kaiser California Giant Berry Farms            |
| Vereinigtes Königreich 7. Februar 2010   | Ian Bibby                                         | Helen Wyman                                | Jamie Harris                           | Luke Gray                                           |

## Meiste Siege
|    | Name           | Siege | Team                            | CDM/CM | C1 | C2/NC | CDM/CM/CC(U23) | CU/NC (U23) |
| -- | -------------- | ----- | ------------------------------- | ------ | -- | ----- | -------------- | ----------- |
| 1  | Niels Albert   | 15    | BKCP-Powerplus                  | 4      | 4  | 7     | -              | -           |
| 2  | Sven Nys       | 14    | Landbouwkrediet-Colnago         | 1      | 8  | 5     | -              | -           |
| 3  | Tom Meeusen    | 12    | Telenet-Fidea Cycling Team      | -      | -  | -     | 2              | 10          |
| 4  | Zdeněk Štybar  | 11    | Telenet-Fidea Cycling Team      | 4      | 3  | 4     | -              | -           |
| 5  | Tim Johnson    | 11    | Cannondale/Cyclocrossworld.com  | -      | 4  | 7     | -              | -           |
| 6  | Jeremy Powers  | 9     | Cannondale/Cyclocrossworld.com  | -      | 1  | 8     | -              | -           |
| 7  | Francis Mourey | 7     | Française des Jeux              | -      | -  | 7     | -              | -           |
| 8  | Dan Timmerman  | 6     | Richard Sachs-RGM Watches-Radix | -      | -  | 6     | -              | -           |
| 9  | Ryan Trebon    | 4     | Kona                            | -      | 2  | 2     | -              | -           |
| 10 | Todd Wells     | 4     | Specialized                     | -      | 1  | 3     | -              | -           |

### Nationen
|    | Name               | Siege | CDM/CM | C1 | C2 | CDM/CM/CC (U23) | CU (U23) |
| -- | ------------------ | ----- | ------ | -- | -- | --------------- | -------- |
| 1  | Belgien            | 58    | 6      | 14 | 23 | 3               | 12       |
| 2  | Vereinigte Staaten | 39    | -      | 9  | 30 | -               | -        |
| 3  | Tschechien         | 21    | 4      | 3  | 13 | -               | 1        |
| 4  | Frankreich         | 13    | -      | -  | 10 | -               | 3        |
| 5  | Schweiz            | 7     | -      | -  | 7  | -               | -        |
| 6  | Deutschland        | 5     | -      | -  | 5  | -               | -        |
| 7  | Italien            | 4     | -      | -  | 4  | -               | -        |
| 8  | Slowakei           | 4     | -      | -  | 1  | 2               | 1        |
| 9  | Niederlande        | 3     | -      | 1  | 1  | -               | 1        |
| 10 | Großbritannien     | 2     | -      | -  | 2  | -               | -        |
|    | Spanien            | 2     | -      | -  | 2  | -               | -        |

### Teams
|    | Team                            | Siege | CDM/CM | C1 | C2/NC | CDM/CM/CC (U23) | CU/NC (U23) |
| -- | ------------------------------- | ----- | ------ | -- | ----- | --------------- | ----------- |
| 1  | Telenet-Fidea                   | 33    | 4      | 4  | 8     | 4               | 13          |
| 2  | BKCP-Powerplus                  | 23    | 4      | 4  | 10    | 1               | 4           |
| 3  | Cannondale/Cyclocrossworld.com  | 22    | -      | 5  | 17    | -               | -           |
| 4  | Landbouwkrediet-Colnago         | 15    | 1      | 8  | 6     | -               | -           |
| 5  | Française des Jeux              | 7     | -      | -  | 7     | -               | -           |
| 6  | Richard Sachs-RGM Watches-Radix | 6     | -      | -  | 6     | -               | -           |
| 7  | Cyklo Team Budvar Tábor         | 5     | -      | -  | 5     | -               | -           |
| 8  | Rendement Hypo Cyclingteam VZW  | 5     | -      | -  | 4     | -               | 1           |
|    | Stevens Cyclocross Team Hamburg | 5     | -      | -  | 4     | -               | 1           |
| 10 | Kona                            | 4     | -      | 2  | 2     | -               | -           |